# Diocesi di Costantina

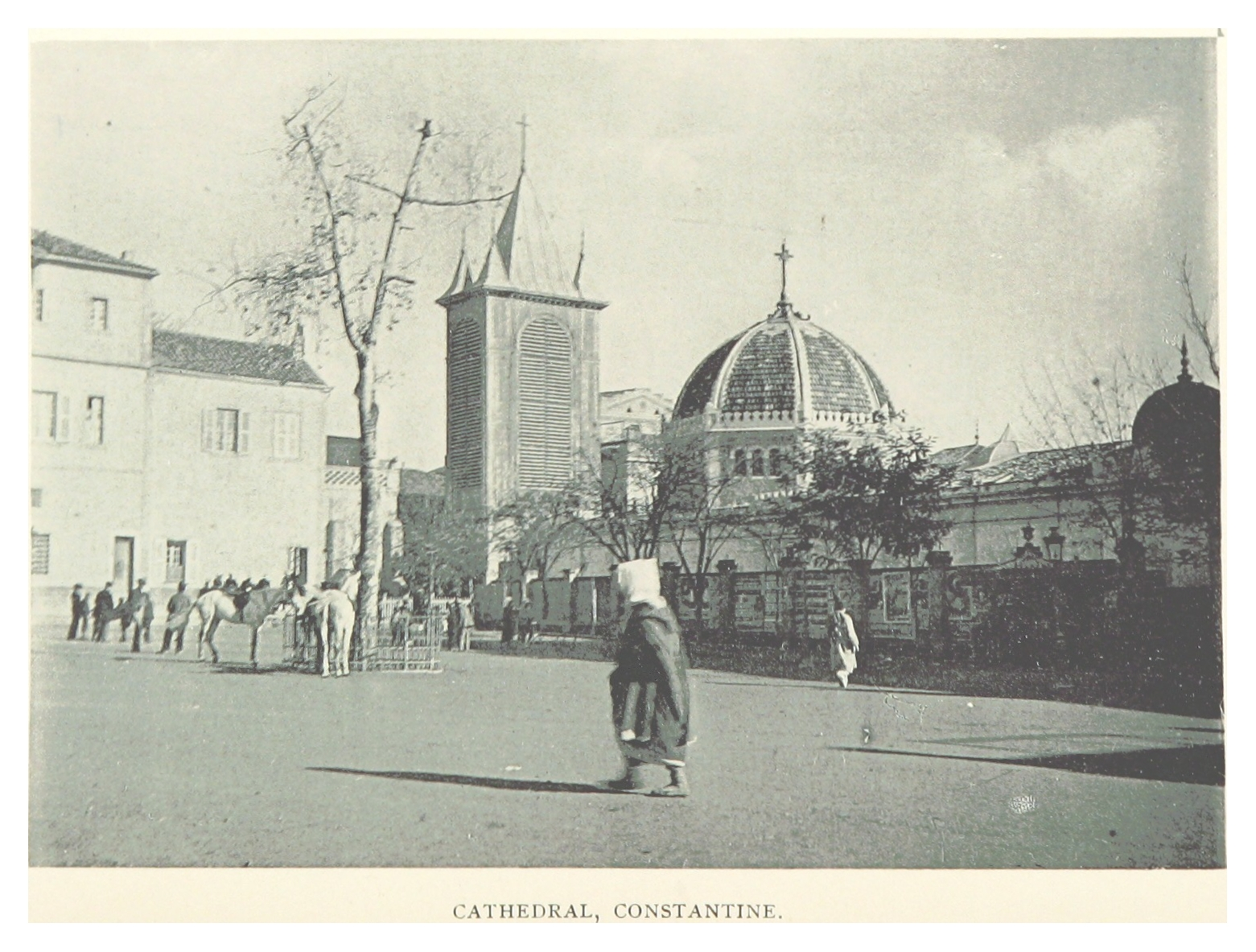
L'ex cattedrale di Nostra Signora dei Sette Dolori, dal 1964 moschea.

La diocesi di Costantina (in latino Dioecesis Constantiniana) è una sede della Chiesa cattolica in Algeria suffraganea dell'arcidiocesi di Algeri. Nel 2023 contava 670 battezzati su 15.475.400 abitanti. La sede è vacante, in attesa che il vescovo eletto Michel Jean-Paul Guillaud ne prenda possesso.
Alla sede è unito il titolo di Ippona (Hipponensis Regiorum).

## Territorio
La diocesi comprende la parte nord-orientale dell'Algeria.
Sede vescovile è la città di Costantina, dove si trova l'ex cattedrale di Nostra Signora dei Sette Dolori, divenuta moschea nel 1964. Ad Annaba, già Ippona, antica sede episcopale di cui il vescovo di Costantina porta il titolo, sorge la basilica di Sant'Agostino, che funge da procattedrale della diocesi.
Il territorio è suddiviso in 6 parrocchie.

## Storia
Costantina corrisponde all'antica Cirta, che assunse l'attuale nome all'inizio del IV secolo in onore dell'imperatore Costantino.
Fu sede episcopale già in epoca romana; il primo vescovo noto è Crescente, che prese parte al concilio di Cartagine indetto da san Cipriano nel 256 per discutere della questione relativa alla validità del battesimo amministrato dagli eretici. Nel 303 la persecuzione portò all'arresto del vescovo Paolo e di un nutrito gruppo di ecclesiastici, che subirono il martirio; negli atti del loro arresto si fa menzione della "domus, in qua christiani conveniebant" e degli arredi sacri che furono confiscati. L'imperatore Costantino fece costruire una basilica, che fu però confiscata dai donatisti dopo il 312; per questo motivo, l'imperatore diede ordine di costruirne una nuova e al contempo arricchì i possedimenti della Chiesa di Cirta con nuove proprietà.
Tra i vescovi donatisti di Cirta emerse soprattutto la figura di Petiliano, acerrimo avversario di Agostino d'Ippona (tra i due intercorse uno scambio epistolare), e autore di scritti teologici in difesa della tesi donatista (De unico baptismo e Epistola ad presbiteros et diacones).
L'ultimo vescovo noto di Costantina è Vittore, che fu i prelati cattolici convocati a Cartagine dal re vandalo Unerico nel 484 e che probabilmente finì i suoi giorni in esilio. Poco si conosce della comunità cristiana di Costantina in epoca vandalica e bizantina. Con l'invasione araba il cristianesimo scomparve.
L'attuale diocesi è stata eretta il 25 luglio 1866 con la bolla Clementissimus Deus di papa Pio IX, ricavandone il territorio dalla diocesi di Algeri, che è stata contestualmente elevata ad arcidiocesi metropolitana.
Nel territorio si trova l'antica Ippona (oggi Annaba), di cui fu vescovo sant'Agostino. Dal 23 settembre 1867 i vescovi di Costantina portano il titolo di vescovi di Ippona.
Il 15 febbraio 1936, con la lettera apostolica Venerabilis Frater, papa Pio XI ha proclamato sant'Agostino patrono della diocesi.
Il 14 gennaio 2020 la diocesi è passata dalla giurisdizione della Congregazione per i vescovi alla giurisdizione della Congregazione per l'evangelizzazione dei popoli (oggi Dicastero per l'evangelizzazione).

## Cronotassi dei vescovi
Si omettono i periodi di sede vacante non superiori ai 2 anni o non storicamente accertati.

### Diocesi antica
- Crescente † (menzionato nel 256)[4]
- Sant'Agapio ? † (? - circa 259 deceduto)[5]
  - Paolo † (prima del 303 - fine 304 o inizio 305 deposto o deceduto) (vescovo donatista)[6]
  - Silvano † (5 marzo 305 ordinato - dicembre 320 deposto) (vescovo donatista)[7]
- Zeusio ? † (menzionato nel 330)[8]
- Profuturo † (circa 395/396 - circa 397/401 deceduto)[9]
- Fortunato † (prima della fine del 401 - dopo il 416 ?)[10]
  - Petiliano † (prima del 399 - dopo il 411) (vescovo donatista)[11]
- Onorato Antonino † (menzionato nel 437)[12]
- Vittore † (prima del 484)[13]

### Diocesi moderna
- Félix-Joseph-François-Barthélemy de Las Cases † (12 gennaio 1867 - 29 agosto 1870 dimesso)
- Joseph-Jean-Louis Robert † (27 febbraio 1872 - 13 giugno 1878 nominato vescovo di Marsiglia)
- Prosper Auguste Dusserre † (31 luglio 1878 - 27 febbraio 1880 nominato arcivescovo coadiutore di Algeri[14])
- Barthélemy Clément Combes † (17 febbraio 1881 - 15 giugno 1893 nominato arcivescovo di Cartagine)
- Ludovic-Henri-Marie-Ixile Julien-Laferrière † (29 gennaio 1894 - 12 agosto 1896 deceduto)
- Jules-Etienne Gazaniol † (13 ottobre 1896 - 22 maggio 1913 dimesso[15])
- Jules-Alexandre-Léon Bouissière † (26 maggio 1913 - 10 settembre 1916 deceduto)
- Amiel-François Bessière † (2 gennaio 1917 - 3 ottobre 1923 deceduto)
- Emile-Jean-François Thiénard † (24 marzo 1924 - 26 ottobre 1945 deceduto)
- Léon-Etienne Duval † (3 novembre 1946 - 3 febbraio 1954 nominato arcivescovo di Algeri)
- Paul-Pierre-Marie-Joseph Pinier † (27 marzo 1954 - 31 gennaio 1970 dimesso[16])
- Jean Baptiste Joseph Scotto † (19 agosto 1970 - 25 marzo 1983 dimesso)
- Gabriel Jules Joseph Piroird, Ist. del Prado † (25 marzo 1983 - 21 novembre 2008 ritirato)
- Paul Jacques Marie Desfarges, S.I. (21 novembre 2008 - 24 dicembre 2016 nominato arcivescovo di Algeri)
  - Sede vacante (2016-2019)
- Nicolas Pierre Jean Lhernould (9 dicembre 2019 - 4 aprile 2024 nominato arcivescovo di Tunisi)
- Michel Jean-Paul Guillaud, dall'11 luglio 2025

## Statistiche
La diocesi nel 2023 su una popolazione di 15.475.400 persone contava 670 battezzati, corrispondenti allo 0,0% del totale.
| anno | popolazione | popolazione | popolazione | presbiteri | presbiteri | presbiteri | presbiteri                | diaconi | religiosi | religiosi | parrocchie |
| anno | battezzati  | totale      | %           | numero     | secolari   | regolari   | battezzati per presbitero | diaconi | uomini    | donne     | parrocchie |
| ---- | ----------- | ----------- | ----------- | ---------- | ---------- | ---------- | ------------------------- | ------- | --------- | --------- | ---------- |
| 1950 | 180.000     | 3.200.000   | 5,6         | 103        | 87         | 16         | 1.747                     |         | 16        | 213       | 73         |
| 1970 | 10.000      | 5.000.000   | 0,2         | 55         | 23         | 32         | 181                       |         | 37        | 198       | 15         |
| 1980 | 10.000      | 6.718.000   | 0,1         | 37         | 16         | 21         | 270                       |         | 24        | 76        | 12         |
| 1990 | 4.000       | 8.203.000   | 0,0         | 29         | 18         | 11         | 137                       |         | 13        | 58        | 12         |
| 1999 | 300         | 11.000.000  | 0,0         | 21         | 13         | 8          | 14                        |         | 9         | 35        | 8          |
| 2000 | 300         | 11.000.000  | 0,0         | 21         | 13         | 8          | 14                        |         | 9         | 35        | 8          |
| 2001 | 300         | 11.000.000  | 0,0         | 23         | 13         | 10         | 13                        |         | 13        | 34        | 8          |
| 2002 | 300         | 11.000.000  | 0,0         | 19         | 12         | 7          | 15                        |         | 10        | 35        | 7          |
| 2003 | 303         | 11.000.000  | 0,0         | 20         | 12         | 8          | 15                        |         | 10        | 38        | 7          |
| 2004 | 300         | 11.000.000  | 0,0         | 20         | 11         | 9          | 15                        |         | 12        | 37        | 7          |
| 2006 | 300         | 11.182.000  | 0,0         | 18         | 11         | 7          | 16                        |         | 8         | 33        | 7          |
| 2007 | 300         | 11.372.000  | 0,0         | 18         | 12         | 6          | 16                        |         | 7         | 27        | 6          |
| 2010 | 500         | 11.917.648  | 0,0         | 17         | 9          | 8          | 29                        |         | 10        | 25        | 6          |
| 2013 | 1.000       | 12.643.000  | 0,0         | 16         | 6          | 10         | 62                        |         | 10        | 15        | 6          |
| 2016 | 1.500       | 13.464.815  | 0,0         | 11         | 3          | 8          | 136                       |         | 8         | 20        | 6          |
| 2019 | 620         | 14.335.000  | 0,0         | 10         | 4          | 6          | 62                        |         | 6         | 15        | 6          |
| 2021 | 650         | 14.922.315  | 0,0         | 11         | 4          | 7          | 59                        |         | 7         | 15        | 6          |
| 2023 | 670         | 15.475.400  | 0,0         | 12         | 6          | 6          | 55                        |         | 6         | 14        | 6          |